# ماريا موبان
ماريا موبان (بالفرنسية: Maria Mauban)‏ هي ممثلة فرنسية، ولدت في 10 مايو 1924 بمارسيليا في فرنسا، وتوفيت في 26 أغسطس 2014 في فرنسا.

## وصلات خارجية
- ماريا موبان على موقع IMDb (الإنجليزية)
- ماريا موبان على موقع ألو سيني (الفرنسية)
- ماريا موبان على موقع أول موفي (الإنجليزية)
- ماريا موبان على موقع قاعدة بيانات الأفلام السويدية (السويدية)
- ماريا موبان على موقع قاعدة بيانات الفيلم (الإنجليزية)
- ماريا موبان على موقع كينوبويسك (الروسية)